# Valentin Thau
Valentin Thau (* 6. Oktober 1531 in Herbsleben; † 10. Juni 1575 in Leipzig) war ein deutscher Mathematiker, Astronom und Jurist.

## Biografie
1540 war Valentin Thau Schüler in Herbsleben. 1543 begann er mit einem Stipendium der Gemeinde Herbsleben seine Ausbildung in Schulpforta. Valentin Thau war der dritte Schüler in der nach der Reformation neu gegründeten Fürstenschule Landesschule Pforta. 1549 erfolgte die Immatrikulation an der Universität Leipzig. 1553 machte er die Studienprüfung zum Baccalaureus.
1555 folgte die Prüfung zum Magister der Philosophie. Valentin Thau begann seine Lehrtätigkeit an der Universität Leipzig und studierte weiter, Mathematik und Astronomie bei Johannes Hommel und Jura. Am 18. April 1561 folgte die Prüfung zum Baccalaureus beider Rechte (Rechtswissenschaft), d. h. des weltlichen und des kirchlichen Rechts.
Auf ausdrücklichen Wunsch und Befehl des Kurfürsten August I. von Sachsen beriefen nach Hommels Tode 1562 die Räte und das Kollegium der Universität Valentin Thau auf den verwaisten Lehrstuhl für Mathematik und Astronomie.
1562 heiratete Thau die Leipziger Bürgerstochter Elisabeth Rheners, mit der er zwei Töchter hatte.
Zwischen 1563 und 1575 war Valentin Thau bei allen Prüfungen der Artistenfakultät präsent, als examinator (Prüfer), als executor (Aufseher), als claviger (Stabträger/Rechnungsprüfer) oder als promotor (Professor, der die Doktorwürde verleiht). 1564 erfolgte die Wahl zum Dekan der Artistenfakultät. Er leitete die Baccalaureat- und Magister-Prüfungen der nachwachsenden Studenten.
Mit Schreiben vom 4. Oktober 1564 beauftragte ihn Kurfürst August I. mit der Planung und Fertigung geometrischer Wegemesswagen. Thau baute davon mit finanzieller Hilfe des Kurfürsten drei Exemplare, die zur Vermessung der Wege in den sächsischen Territorien eingesetzt wurden.
Bei Wegevermessungen in Sachsen durch Adam Friedrich Zürner Anfang des 18. Jahrhunderts wurden die mathematischen Berechnungen Thaus erneut zur Herstellung geometrischer Wegemesswagen eingesetzt, ohne den ersten Konstrukteur zu nennen.
Valentin Thau war im Austausch mit dem Kartografen Bartholomäus Scultetus, der bei Hommel studierte. Scultetus beschäftigte sich wie Thau mit der Astronomie und der Kalenderreform.
1566 wurde Valentin Thau zum ordentlichen Professor der Mathematik (Ordinarius) ernannt und zum Vizekanzler der Universität gewählt. 1574 wurde er zum zweiten Mal zum Dekan der Artistenfakultät gewählt.

## Studenten
- Zu Hommels Studenten[5] im Fach Mathematik und Astronomie gehörte Tycho Brahe, der seit 1561 in Leipzig immatrikuliert war. Es ist belegt, dass Brahe bis zu seiner Rückkehr nach Dänemark im Jahre 1565, bei Valentin Thau studierte.

- Paul Wittich studierte ab 1563 bis 1566 in Leipzig Mathematik und Astronomie[5]

## Trivia
Heinrich Zeyß berichtet belegt

„...Valentin Thau ... dessen außerordendlichen Kenntisse der griechischen Sprache gerühmt und von dem erzählt wird, er habe mit dem Patriarchen in Constantinopel in freundschaftlichem Briefwechsel gestanden.“

## Veröffentlichungen
1565 gab Valentin Thau in seiner ersten lateinischen wissenschaftlichen Abhandlung „Elegia de dignitate et praestantia artis geometricae“ (Elegie über die Würde und Vortrefflichkeit der geometrischen Kunst), die in Dankbarkeit dem Kurfürsten August I. von Sachsen gewidmet ist, eine Beschreibung der „Rheda geometrica“, seines geometrischen Wegemesswagens bekannt.
In seiner zweiten lateinischen Veröffentlichung „Disputatio de circuli geometrici tetragonismo“ (Erörterung der Vierwinkligkeit des geometrischen Kreises) befasste sich Valentin Thau 1566 mit den Kreisberechnungen und mathematischen Erkenntnissen des griechischen Gelehrten Archimedes, reflektierte Kopernikus.
1572 „Eis amphieterida tēn paschalian kai trishagia nikēteria amnu...“ (Auf das österliche Jahresfest und die dreiheilige Zuflucht...). Die griechische Abhandlung enthielt ein Lob des Osterfestes, dessen genaue Festlegung durch die Weltära, den ägyptischen Kalender und die Olympiaden nach attischen Perioden erfolgt. Die genaue Festlegung des Ostertermins war im 16. Jahrhundert ein diskutiertes Thema; es hing mit der anstehenden Kalenderreform zusammen.
Zwei erst nach seinem Tode veröffentlichte (verschollene) Schriften („Hymnus anniversarius“ und „In festum anniversarium paschale“) beschäftigen sich gleichfalls mit dem aktuellen Thema des Ostertermins.